# Periclimenaeus pachydentatus
Periclimenaeus pachydentatus är en kräftdjursart som beskrevs av Bruce 1969. Periclimenaeus pachydentatus ingår i släktet Periclimenaeus och familjen Palaemonidae. Inga underarter finns listade i Catalogue of Life.